# Opaalstuittangare
De opaalstuittangare (Tangara velia) is een zangvogel uit de familie Thraupidae (tangaren). 

## Verspreiding en leefgebied
Deze soort telt vier ondersoorten:
- T. v. velia: Guyana's en noordelijk Brazilië.
- T. v. iridina: westelijk Amazonebekken.
- T. v. signata: noordoostelijk Brazilië.
- T. v. cyanomelas: oostelijk Brazilië.